# Eumanota jani
Eumanota jani är en tvåvingeart som beskrevs av Papp 2004. Eumanota jani ingår i släktet Eumanota och familjen svampmyggor. Inga underarter finns listade i Catalogue of Life.